# Meulebeke
Meulebeke é um município belga da província de Flandres Ocidental. O município é constituído apenas pela vila de Meulebeke. Em 1 de Janeiro de 2006, o município tinha uma população de 10.980 habitantes, uma área de 29,35 km² , correspondendo a uma densidade populacional de 374 habitantes por km².

## Habitantes famosos
Carel van Mander, pintor e historiador de arte, nasceu em Meulebeke em 1548.